# 啤酒评审认证协会
啤酒評審認證協會（英語：Beer Judge Certification Program，以下簡稱BJCP）是一個非營利組織，成立於1985年。它的目標是提高啤酒素養以及向美好啤酒的追求，並注重啤酒品嚐與評估技巧。他在媒體上被描述為: 「動手實踐與持續學習的項目，主旨在向有抱負的啤酒愛好者傳授啤酒的精髓」 。BJCP主要通過階段性考核和活耀度累計積分來進行啤酒審查的認證與及等級，會員資格僅限參加過 BJCP 筆試的啤酒評審。

## 目的
BJCP在美國啤酒業界群體中主要有三大功能，功能如下：
1. 啤酒標準評比  BJCP為一個有標準評價體系的組織，專門為業餘和商業釀造比賽提供評審，希望促進不同啤酒風格的鑑賞及追求釀造者風格類型的準確復刻。BJCP 會追蹤並紀錄起會員作為評審或組織參加協會認可的釀造賽事。
2. 風格分類指南BJCP發布對啤酒、蜂蜜酒和蘋果酒進行風格分類的指南。這些指南用於BJCP評審評比及啤酒釀造比賽；BJCP鼓勵赛事舉辦方研究有關風格和釀造技術的貢獻。2015年5月發布新的風格指南，相較先前版本除更有邏輯的整理世界啤酒風格之外，2015年BJCP風格指南包含三種互相獨立啤酒、蜂蜜酒以及蘋果西打酒的風格定義，允許它们依不同的時間日期進行更新。中國大陸啤博士團隊對2015年版本啤酒風格分類指南進行中文翻譯，但因其翻譯品質與其他問題而引起不少的爭議。
3. 啤酒認證考核BJCP組織了一個啤酒評審認證考核機制[4]，其中参加考試的人需要完成一系列關於釀造、啤酒風格以及鑑賞方面的線上考试，然後再進行六項啤酒評判分數的練習筆試，從而獲得會員資格和相對應的評審等級。

## 组织
啤酒评审在认证计划的排名是根据他们在标准化认证考试的分数以及参加经认可的比赛活动、BJCP相应考试或继续教育项目而获得的经验积分进行累加。评审等级包括实习、认可、认证、国家级、大师级、宗师（具有递增级别，例如宗师I、宗师II 等）以及名誉评审。BJCP 同时还会对蜂蜜酒和苹果酒评审进行相对应的认证。目前中国评审等级最高是达到大师级 （页面存档备份，存于）的卢燕东。

## 影响
其制定的啤酒标准已被华尔街日报和美国家庭酿酒师协会会员期刊 Zymurgy等引用。

## 历史
BJCP成立于1985年，第一次考试是在科罗拉多州埃斯蒂斯帕克举行的美国家庭酿酒师协会 (AHA) 年会上进行。在其成立初期，该项目由AHA家庭葡萄酒和啤酒贸易协会(HWBTA) 联合赞助。两大组织同意了当地的家酿比赛，并且之后都举办了相应的全国赛事，并且对促进品判技能的提高和培养经验丰富的啤酒评审很感兴趣。该项目在AHA办公室进行管理，有两名联合主任，每个组织各一名。Jim Homer是AHA的联合主任，Pat Baker在HWBTA担任同样的角色。 
1995年8月，在经历十年成功的历史后，AHA撤回了支持，AHA打算开始自己的啤酒裁判计划。HWBTA自身则无法继续运行该项目，因此当时预计BJCP会逐渐消失。不过此时已经积累了相当多的啤酒评审，其中不少的人还相当活跃。这些积极份子中的一小部分认为该项目可以由他们自己组成的志愿者团体单独运作，并决定尝试将BJCP作为一个独立实体继续存在下去。
这项工作最初以一种随意的的方式进行协调，主要是通过电子邮件，但共识逐渐产生并达成一致，该项目得以继续发展。随后成立了一个董事会来指导该计划，委员会由六名（目前为十名 ）区域代表组成，由来自整个北美七个地理区域中的每个区域的成员选出。美国按地理区域划分，董事会选举是通过向会员邮寄选票的方式进行的。 
早些年，董事会进行了地区选举，完全通过邮寄投票方式进行，并以持续的邮箱通讯以通知会员。项目管理员还向每位成员发送一封年度信函，其中列出了在各种比赛中担任评审所获得的积分。这些活动现在以电子邮件方式完成，BJCP 网站作为信息存储库，包括一个需要账号密码登录的部分，会员可以在其中查看他们的个人信息、网站投票、比赛注册和积分报告。
2007年，前BJCP财务主管William R. Slack被新罕布什尔州地方法院以邮件欺诈罪起诉。   Slack 后来达成了认罪协议。Slack 先生承认他在担任 BJCP 财务主管期间不断挪用BJCP资金。Slack 先生被判赔偿约43,000美元，缓刑五年以及每月1周的监禁，持续12个月。

## 外部連結
- 啤酒评审认证计划 BJCP 主页 （页面存档备份，存于）
- Guíade Estilos de Cerveza BCP 2015 en español （页面存档备份，存于） The Beer Times